# Doug Saunders

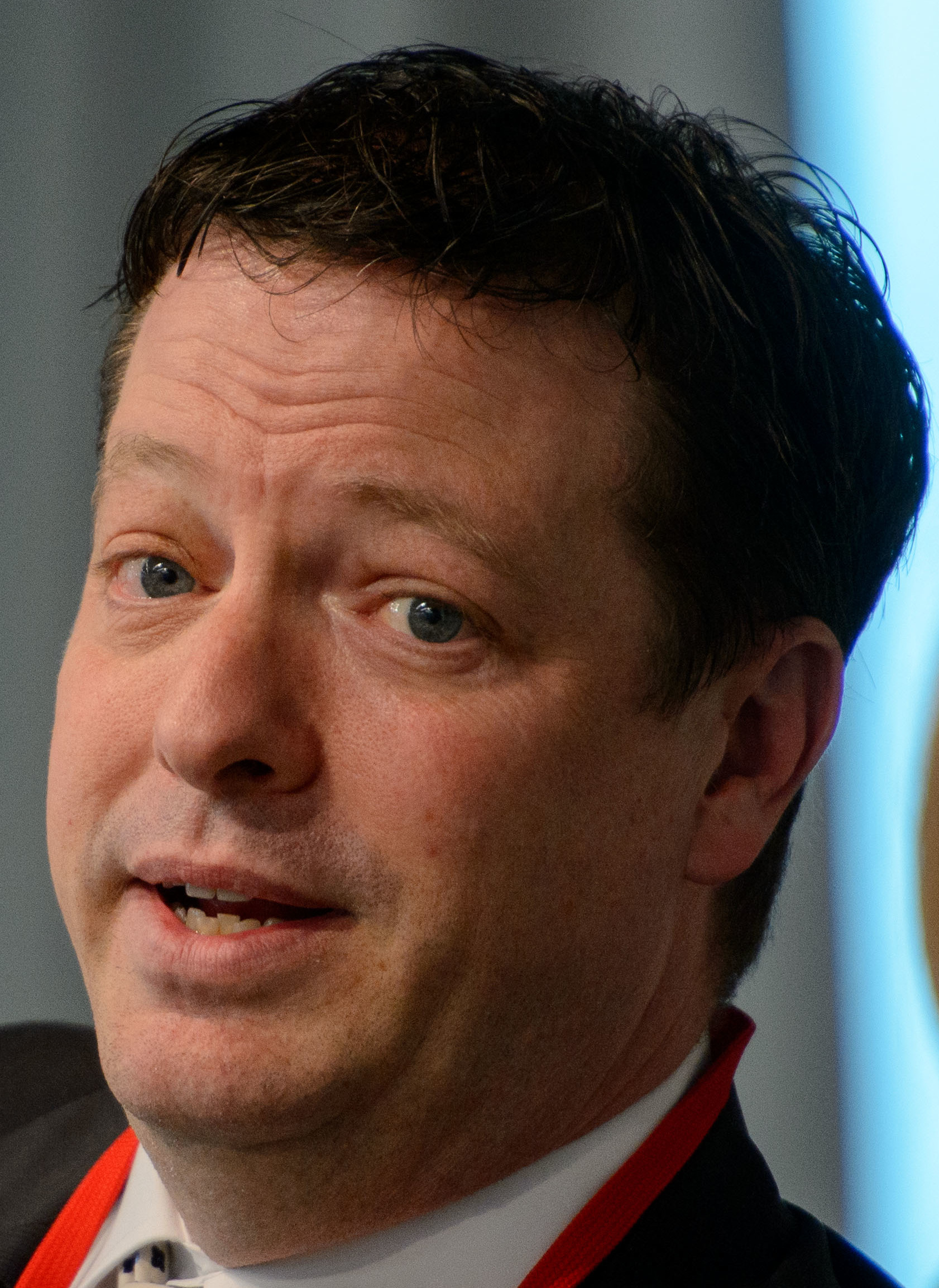
Doug Saunders

Doug Saunders, född 1967, är en brittisk-kanadensisk författare och journalist. Han skriver för den Toronto-baserade dagstidningen The Globe and Mail och har gett ut böckerna Arrival City (2011) och The Myth of the Muslim Tide (2012). Den senare har getts ut på svenska av Karneval förlag med titeln Myten om den muslimska flodvågen.